# Martin Seel
Martin Seel (født 20. september 1954) er en tysk professor, doktor i filosofi i Frankfurt am Main.
Fra 1992 til 1995 var han professor i filosofi på Universität Hamburg, derefter professor på Justus-Liebig-Universität i Gießen til 2004, hvor han blev Professor für Philosophie på Universität Frankfurt. Seel har hovedsagelig beskæftiget sig med filosofisk æstetik.

## Pubikationer
- Die Kunst der Entzweiung. Zum Begriff der ästhetischen Rationalität, Frankfurt/ M., 1985 (frz. Ausg.: L'Art de Diviser, Paris: Armand Colin 1993).
- Eine Ästhetik der Natur, Frankfurt/M., 1991 (Neuauflage Frankfurt/M. 1996).
- Versuch über die Form des Glücks. Studien zur Ethik, Frankfurt/M., 1995 (Neuauflage Frankfurt/M. 1999)
- Ethisch-ästhetische Studien, Frankfurt/M., 1996.
- Ästhetik des Erscheinens, München, 2000 (Neuauflage Frankfurt/M. 2003, engl. Ausg.: Aesthetics of Appearing, Stanford 2004).
- Vom Handwerk der Philosophie. 44 Kolumnen, München, 2001.
- Sich bestimmen lassen. Studien zur theoretischen und praktischen Philosophie, Frankfurt/M, 2002.
- Adornos Philosophie der Kontemplation, Frankfurt/M., 2004.
- M. Seel & Ch. Menke (Hg.), Zur Verteidigung der Vernunft gegen ihre Liebhaber und Verächter, Frankfurt/M, 1993.
- M. Seel & A. Honneth, J. McDowell, Wert und Wirklichkeit, Frankfurt/M., 2002.